# 阿尔滕布赫
阿尔滕布赫是德国巴伐利亚州的一个市镇。总面积37.66平方公里，总人口1257人，其中男性633人，女性624人（2011年12月31日），人口密度33人/平方公里。